# 城关镇 (千阳县)
城关镇，是中华人民共和国陕西省宝鸡市千阳县下辖的一个乡镇级行政单位。

## 行政区划
城关镇下辖以下地区：
西关社区、东城区社区、新民村、西关村、城内村、段坊村、侯家坡村、千川村、安坡村、惠家沟村、庙岭村、段家湾村、北台村、新兴村、韩家堂村、红升村和冉家沟村。